# توعية تغذوية
التوعية التغذويّة هي أية مجموعةٍ من الإستراتيجيات التوعوية، التي تكون مقترنة بدعمٍ بيئي، وتهدف إلى تسهيل الخيارات الغذائية الطوعية وغيرها من السلوكيات المرتبطة بالتغذية والمواد الغذائية الأخرى، وتؤدي إلى الصحة والعافية. ويتم نشر التوعية التغذوية من خلال أماكن متعددة وتتضمن أنشطة على مستوى الفرد والمجتمعِ وعلى صعيد السياسات.

## التعريف
وقد وضع الدكتور إيزوبيل كونتينتو ذلك التعريف وأقرّته جمعية التوعية والسلوك التغذويّ (Society for Nutrition Education and Behavior) التي تعد سلطةً رائدة في التوعية التغذويّة. ويمتد عمل المختصين بالتوعية التغذوية (التثقيف الغذائي) إلى داخل الجامعات والكليات والمدارس والهيئات الحكومية وبرنامج الإرشاد التعاوني (cooperative extension) وشركات العلاقات العامة والاتصالات والصناعات الغذائية والمنظمات التطوعية والخدمية وأماكن أخرى تقدم معلوماتٍ موثوقًا بها عن التغذية والصحة والتعليم.

## حملات توعية عالمية
وفيما يلي أمثلة لوكالاتٍ حكوميةٍ تُضَمِّن التوعية التغذوية في برامجها:
- دعونا نتحرك نسخة محفوظة 15 يونيو 2011 على موقع واي باك مشين. (Let's Move) التي أطلقتها السيدة الأولى ميشيل أوباما في فبراير 2010، من خلال اقامة منافسات المَدرسة الأكثر صحة في الولايات المتحدة نسخة محفوظة 1 يناير 2011 على موقع واي باك مشين. (Healthier US School Challenge)؛
- إدارة الغذاء والتغذية بوزارة الزراعة بالولايات المتحدة (USDA Food and Nutrition Service) توفر موادّ تعليميةً عن التثقيف الغذائي للأطفال والكبار من جميع الأعمار وتثقيفًا غذائيًا للمشاركين والمستفيدين من برنامج المعونة الغذائية التكميلية (Supplemental Nutrition Assistance Program, SNAP)؛
- المعهد الوطني للأغذية والزراعة التابع لوزارة الزراعة بالولايات المتحدة (USDA National Institute of Food and Agriculture) من خلال برنامج الإرشاد التعاوني (cooperative extension program)؛
- MyPyramid من خلال السلسلة التثقيفية عشر نصائح عن التغذية (Ten Tips Nutrition Education Series).

## منشورات إضافية
دورية التوعية والسلوك التغذويّ (Journal for Nutrition Education and Behavior) وهي الجريدة الرسمية لجمعية التوعية والسلوك التغذويّ التي تقوم بتوثيق ونشر البحوث الأصلية والموضوعات الجارية والممارسات المتعلقة بالتوعية والسلوك التغذويّ في جميع أنحاء العالم.

## وصلات خارجية
- Society for Nutrition and Behavior